# Riu Siurana i Planes del Priorat
El Riu Siurana i Planes del Priorat és un espai que forma part del PEIN. Es troba a la comarca del Priorat i s'estén per les comarques veïnes de la Ribera d'Ebre i el Baix Camp, de forma però testimonial. L'extensió de l'espai natural protegit és de 2879 ha, 2761 ha al Priorat (Falset 1037 ha, Gratallops 351 ha, Torroja 81 ha, Bellmunt del Priorat 57 ha, el Molar 34 ha, Cornudella de Montsant 32 ha, Poboleda 26 ha, el Masroig 20 ha i la Morera de Montsant 13 ha), a la Ribera d'Ebre 111 ha al terme de Garcia i el Baix Camp 7 ha a Arbolí. Està enclavat a la Serralada Prelitoral catalana, entre la Serra de Montsant, Puigcerver i les serra de Llaberia. Comprèn un espai de muntanya interior i un espai fluvial, pràcticament lineal, que correspon al curs del riu de Siurana des de Poboleda fins a l'aiguabarreig amb l'Ebre a Garcia. Aquest espai presenta una diversitat paisatgística notable, des dels terrenys paleozoics del Priorat històric, les llicorelles o pissarres del carbonífer, fins als sòls terciaris del Baix Priorat, sòls al·luvials calcaris, sovint anomenats localment panal tot resseguint el curs del riu Siurana. Combina bosquines, alzinars litorals força madurs, formacions de ribera, cultius en bancals i altres paisatges. Conserva tot un element fluvial mediterrani d'alt valor i característic de les serres de la Catalunya sud, així com el cranc de riu autòcton (Astromopotamobius pallipes), que cal protegir i preservar.

## Medi físic
Les serres del Priorat són un exemple paradigmàtic de diversitat en un espai físic relativament reduït. El patrimoni natural i paisatgístic d'aquesta zona presenta un vertader mosaic de relleus, terres, vegetació i colors. L'orografia és accidentada -a vegades amable, normalment a les planes al·luvials i més sovint dura i contundent, bàsicament certs punts culminants del centre del Priorat, els arrodonits però costeruts pendents de llicorella paleozoica del Priorat, cims privilegiats per les vistes (Pedra del Terme, 601 m) del conjunt del mosaic de cultius, clars de bosc, marges de pedra seca, vores i bancals de vinyes i oliveres, barrancs i rierols. Aquestes serres són, per tant, un reflex del paisatge antròpic modificat des de fa mil·lennis mitjançant tècniques ancestrals de cultiu sostenible. El riu Siurana, encara que molt humanitzat durant segles, conserva bones comunitats de bosc de ribera. Dos punts del recorregut del riu són a l'inventari de zones humides de Catalunya, l'assut de la Venta del Pubill, lloc on el 90% de l'aigua del riu és conduïda a través d'un tub soterrat fins al pantà de Riudecanyes, i l'aiguabarreig dels rius Siurana i Ebre, a Garcia, Ribera d'Ebre, lloc on a causa d'aquest transvasament de Siurana a Riudecanyes estranyament s'hi pot veure aigua, només durant grans crescudes.
Els usos del sòl a l'espai es reparteixen de la següent manera:
Boscos - 46,30 %
Vegetació arbustiva i herbàcia - 23,16 %
Terres agrícoles i àrees antròpiques - 20,59 %
Aigües continentals - 9,39 %
Roques, tarteres, coves - 0,57 %

## Impactes ambientals
- Els tractament fitosanitaris duts a terme en algunes parcel·les agrícoles poden representar un perill per a la fauna aquàtica quan aquests són rentats per la pluja i conduïts pel riu.
- Arrabassaments massius d'alzinars i pinedes amb brolles mediterrànies i moviments de terres amb maquinària pesada per a noves plantacions de vinya, malmetent la orografia, la vegetació i béns culturals agrícoles tal com marges i cabanes de pedra seca.
- Espoli i transvasament del 90% del cabal del riu a càrrec de la Comunitat de regants del pantà de Riudecanyes a l'alçada de l'assut de la Venta del Pubill, riu avall del pantà de Siurana, entrant al terme de Poboleda. Els efectes sobre el cabal del riu són devastadors, ja que ni tan sols es respecta un cabal ecològic ja de per si molt migrat. En aquest sentit el riu baixa sec durant l'estiu. Encara que és un riu petit i de règim d'estiatge fort, els testimonis orals i gràfics mostren que el riu no s'assecava. Així doncs ens trobem amb una forta davallada del nivell freàtic que ja té efectes sobre l'exuberància de la vegetació de ribera i totes les comunitats associades al riu. En aquests moments és difícil considerar l'aiguabarreig del riu Siurana i l'Ebre una zona humida, ni el riu Siurana un riu, durant bona part de l'any.

- La irregularitat del cabal provocat per la gestió de l'aigua accentua la vulnerabilitat d'espècies de la fauna aquàtica, com el cranc de riu autòcton.[1]Cada estiu cal fer tasques de salvament de peixos i amfibis als tolls assecats del riu de Siurana.

## Biodiversitat
La funció principal dels espais naturals protegits de Catalunya és conservar mostres representatives de la fauna, la flora i els hàbitats propis del territori, de manera que es puguin desenvolupar els processos ecològics que donen lloc a la biodiversitat (l'àmplia varietat d'ecosistemes i éssers vius: animals, plantes, els seus hàbitats i els seus gens). Es tracta d'un espai natural ric en formacions vegetals que combina bosquines, formacions de ribera associades al riu Siurana, cultius abancalats, ambients singulars i interessants associats a escletxes en barrancades, etc. Quant a la fauna, cal destacar la presència del cranc de riu autòcton i la necessitat de preservar-lo.

### Vegetació i flora
Les serres del Priorat són dominades per cultius en bancals i clars de bosc, mentre que el riu Siurana manté una vegetació de ribera ben conservada i estructurada, incloent dins d'aquestes comunitats alguns hàbitats d'interès comunitari. Tot i que la vegetació de ribera ha perdut bona part del seu espai a causa del secular aprofitament agrícola de les terrasses fluvials, especialment fèrtils, alguns trams del riu de Siurana mostren hàbitats força ben conservats de verneda (Alnus glutinosa), entre la Venta del Pubill i Poboleda. Altres elements propis de l'ecosistema fluvial són els àlbers (Populus alba), pollancres (Populus nigra), salzes blancs (Salix alba), sargues (Salix elaegnos), gatells (Salix atrocinerea), freixeres (Fraxinus angustifolia) i en sòls més salins tamarius (Tamarix africana).

### Fauna
Aquest espai és una zona de nidificació i caça de l'àguila cuabarrada (Hieraaetus fasciatus). També, el sector de la conca del riu Siurana constitueix l'hàbitat d'espècies amenaçades, entre les quals destaca la llúdriga (Lutra lutra), el cranc de riu (Austropotamobius pallipes) i d'altres en franca regressió com el turó (Mustela putorius). També s'hi troba fauna ictiològica i ornitològica interessant.
Llistat referent al conjunt de l'espai de la xarxa Natura 2000 de Riu Siurana i Planes del Priorat.
En el cas de l'ENP Riu Siurana i planes del Priorat les espècies presents són: 
- Mauremys leprosa
- Rhinolophus ferrumequinum
- Rhinolophus hipposideros
- Circaetus gallicus
- Hieraaetus pennatus
- Hieraaetus fasciatus
- Falco peregrinus
- Bubo bubo
- Alcedo atthis
- Calandrella brachydactyla
- Galerida theklae
- Lullula arborea
- Anthus campestris
- Oenanthe leucura
- Sylvia undata
- Emberiza hortulana.

### Protecció
L'Espai Natural Protegit del Riu Siurana i Planes del Priorat va ser incorporat al PEIN pel Decret 328/1992, pel qual es va aprovar el PEIN. Aquest Espai va ser declarat per primera vegada com a LIC l'any 1997, com a ZEPA l'any 2005 i, posteriorment, va ser ampliat com a espai Natura 2000 mitjançant l'Acord del Govern 112/2006, de 5 de setembre, que va aprovar la xarxa Natura 2000 a Catalunya